# Karl Hans Kickhöffel
Karl Hans Kickhöffel (* 1. Mai 1889 in Franzburg; † 12. November 1947 in Potsdam) war ein deutscher Imker und Politiker (DNVP).

## Leben
Nach dem Besuch der Präparandenanstalt in Tribsees absolvierte Kickhöffel das Lehrerseminar Franzburg und arbeitete anschließend als Volksschullehrer auf Rügen und im Regierungsbezirk Stralsund. Er nahm als Soldat am Ersten Weltkrieg teil und war anschließend als Lehrer an einer Volksschule in Jeeser tätig. Daneben war er Mitglied des Deutschen Evangelischen Kirchentages.
Kickhöffel war von 1921 bis 1933 Mitglied des Preußischen Landtages. Im Parlament vertrat er den Wahlkreis 6 (Pommern).
Neben seinen beruflichen und politischen Aufgaben betätigte er sich als Imker und war seit 1931 Vorsitzender des Deutschen Imkerbundes (DIB) und nach der „Gleichschaltung“ von 1933 bis 1945 Geschäftsführender Präsident der Reichsfachgruppe Imker. Er war maßgeblich beteiligt an der Einführung des Einheitsglases für deutschen Honig, am Zustandekommen der Honigverordnung und erreichte 1936 die Steuerbefreiung des Futterzuckers für Bienen.
Kickhöffel war mit Ella Koch verheiratet und hatte vier Kinder.